# Piłka nożna na Malcie
Piłka nożna (malt. Futbol ˈfʊtbɔːl) na Malcie (na Wyspach Maltańskich) pojawiła się podczas rządów brytyjskich w połowie XIX wieku. Sport w tym czasie był jeszcze nowością również w Anglii i była to forma rozrywki dla żołnierzy stacjonujących w tym czasie na Malcie.
W 1890 roku brytyjscy żołnierze regimentu „St. Margaret” założyli pierwszy klub piłkarski na Malcie – St. Margaret. Kolejny klub – Floriana – powstał dziesięć lat później, dzięki czemu 13 maja 1900 roku rozegrano pierwszy oficjalny mecz: St. George’s - Floriana 3:1. W 1910 roku, odbywające się do tej pory nieregularne spotkania na poziomie amatorskim i półprofesjonalnym, zostały zastąpione przez rozgrywki ligowe.
Maltański związek piłkarski – Malta Football Association powołano do życia w 1900 roku. Do usamodzielnienia kraju był afiliowany przy The Football Association. MFA odpowiada za wszystkie kwestie piłkarskie na Wyspach, w tym za: reprezentację mężczyzn, reprezentację kobiet, reprezentację juniorów oraz krajowe rozgrywki ligowe i pucharowe.

## Rozgrywki ligowe
W historycznym, pierwszym sezonie rozgrywek ligowych na Malcie 1909/10 wzięło udział 5 drużyn: Floriana FC, Sliema Wanderers, St. Joseph's United, Boys Empire League z Valletty oraz Malta University FT. Pierwsze spotkanie rozegrano 20 lutego 1910 roku na boisku Lyceum w Marsie.
Aż do sezonu 1939–1940 pierwsza liga pozostała jedyną ligą w maltańskim futbolu i nosiła nazwę Divison one. W dwudziestoleciu międzywojennym Sliema Wanderers i Floriana dominowały w lidze, zdobywając 20 (Sliema 11, Floriana 9) na 21 możliwych tytułów mistrzowskich.
W sezonie 1940/41 liga nie wystartowała z powodu II wojny światowej. Wielu piłkarzy z Malty zostało zaangażowanych w obronę wyspy na początku lat 40. XX w., gdy ta kolonia brytyjska była silnie zaangażowana w konflikt w Afryce Północnej ze względu na strategiczną pozycję na Morzu Śródziemnym.
Normalna działalność ligowa została wznowiona w sezonie 1944/45 z udziałem czterech drużyn, w tym Sliema Wanderers i Floriana. Począwszy od roku 1946 rozgrywki ligowe były wielopoziomowe - piętnaście klubów dołączyło do rozgrywek, podwajając liczbę zarejestrowanych klubów w ciągu dziesięciu lat. Wśród klubów tych były m.in. Valletta FC i Hibernian FC.
Rozwój ligi następował w latach 50., 60. i 70. XX wieku. W 1950 roku dołączyło kolejne piętnaście klubów, w tym Birkirkara FC.
W latach 80. XX wieku dominacja Sliema Wanderers i Floriana ostatecznie dobiegła końca. Przy okazji inauguracji nowego stadionu narodowego, Ta 'Qali, doszło do dużej reorganizacji rozgrywek ligowych Malty. Hibernians FC wygrał mistrzostwo ligi maltańskiej w 1981 i 1982 roku, Rabat Ajax (utworzony w 1930 roku) wygrał w 1985 i 1986 roku, jednak prawdziwą niespodzianką był jeden z najstarszych klubów na Malcie, Ħamrun Spartans, który wygrał ligę trzy razy: w 1983, 1987 i 1988 roku, a dodatkowo zdobył pięć Pucharów Malty. Floriana zdobyła trofeum ligi w 1981 roku.
Ostatnie dziesięciolecia XX wieku sprawiły, że format ligi rozszerzył się na czwarty poziom i łącznie zarejestrowanymi 50 klubami. Gama klubów stała się bardzo zróżnicowana, przez co różne kluby sięgały po krajowe trofea, ale funkcjonowały także takie, które do piłki nożnej podchodziły czysto rozrywkowo i półprofesjonalnie. W latach 90. XX wieku Valletta FC, wygrywając pięć mistrzostw i cztery Puchary zanotowała swój złoty okres.
W XXI wieku po ligowe mistrzostwo sięgały: Valletta FC, Sliema Wanderers FC, Birkirkara FC i Hibernians FC oraz - co było największą niespodzianką - w sezonie 2006/07 Marsaxlokk FC.

### Formaty rozgrywek
| Poziom | Liga/dywizja Liczba klubów                 | Liga/dywizja Liczba klubów        | Liga/dywizja Liczba klubów        |
| ------ | ------------------------------------------ | --------------------------------- | --------------------------------- |
|        | do sezonu 2010/2011                        | 2010/11 – 2016/17                 | od sezonu 2017/2018               |
| 1      | Maltese Premier League 10 klubów           | Maltese Premier League 12 klubów  | Maltese Premier League 14 klubów  |
| 2      | Maltese First Division 10 klubów           | Maltese First Division 14 klubów  | Maltese First Division 14 klubów  |
| 3      | Maltese Second Division 10 klubów          | Maltese Second Division 14 klubów | Maltese Second Division 13 klubów |
| 4      | Maltese Third Division 21 klubów - 2 grupy | Maltese Third Division 13 klubów  | Maltese Third Division 12 klubów  |

### Wszystkie męskie kluby ligowe Malty
| klub                     | local council    | liga w sezonie 2017/2018 | mistrzostwo Malty | Puchar Malty |
| ------------------------ | ---------------- | ------------------------ | ----------------- | ------------ |
| Balzan FC                | Balzan           | BOV Premier League       | 0                 | 0            |
| Birkirkara FC            | Birkirkara       | BOV Premier League       | 4                 | 5            |
| Floriana FC              | Floriana         | BOV Premier League       | 25                | 20           |
| Gżira United FC          | Gżira            | BOV Premier League       | 0                 | 1            |
| Ħamrun Spartans          | Ħamrun           | BOV Premier League       | 7                 | 6            |
| Hibernians               | Paola            | BOV Premier League       | 12                | 10           |
| Lija Athletic FC         | Lija             | BOV Premier League       | 0                 | 0            |
| Mosta                    | Mosta            | BOV Premier League       | 0                 | 0            |
| Naxxar Lions FC          | Naxxar           | BOV Premier League       | 0                 | 0            |
| Senglea Athletic FC      | Sliema           | BOV Premier League       | 0                 | 0            |
| Sliema Wanderers         | Sliema           | BOV Premier League       | 26                | 21           |
| St. Andrews FC           | Pembroke         | BOV Premier League       | 0                 | 0            |
| Tarxien Rainbows         | Tarxien          | BOV Premier League       | 0                 | 0            |
| Valletta FC              | Valletta         | BOV Premier League       | 24                | 14           |
| Marsa FC                 | Marsa            | BOV First Division       | 0                 | 0            |
| Melita FC                | St. Julian’s     | BOV First Division       | 0                 | 1            |
| Mqabba FC                | Mqabba           | BOV First Division       | 0                 | 0            |
| Pembroke Athleta FC      | Pembroke         | BOV First Division       | 0                 | 0            |
| Pieta Hotspurs FC        | Pietà            | BOV First Division       | 0                 | 0            |
| Qormi FC                 | Qormi            | BOV First Division       | 0                 | 0            |
| Qrendi FC                | Qrendi           | BOV First Division       | 0                 | 0            |
| Rabat Ajax FC            | Rabat            | BOV First Division       | 2                 | 1            |
| San Gwann FC             | San Ġwann        | BOV First Division       | 0                 | 0            |
| Sirens FC                | Saint Paul’s Bay | BOV First Division       | 0                 | 0            |
| Vittoriosa Stars FC      | Birgu            | BOV First Division       | 0                 | 0            |
| Zabbar St. Patrick FC    | Żabbar           | BOV First Division       | 0                 | 0            |
| Żebbuġ Rangers FC        | Żebbuġ           | BOV First Division       | 0                 | 0            |
| Żejtun Corinthians FC    | Żejtun           | BOV First Division       | 0                 | 0            |
| Attard FC                | Attard           | BOV Second Division      | 0                 | 0            |
| B'Bugia St Peters FC     | Birżebbuġa       | BOV Second Division      | 0                 | 0            |
| Fgura United FC          | Fgura            | BOV Second Division      | 0                 | 0            |
| Gharghur FC              | Għargħur         | BOV Second Division      | 0                 | 0            |
| Gudja United FC          | Gudja            | BOV Second Division      | 0                 | 0            |
| Kalkara FC               | Kalkara          | BOV Second Division      | 0                 | 0            |
| Luqa St. Andrew’s FC     | Luqa             | BOV Second Division      | 0                 | 0            |
| Marsaxlokk FC            | Marsaxlokk       | BOV Second Division      | 1                 | 0            |
| Mgarr United FC          | Mġarr            | BOV Second Division      | 0                 | 0            |
| Siggiewi FC              | Siġġiewi         | BOV Second Division      | 0                 | 0            |
| Saint George’s FC        | Cospicua         | BOV Second Division      | 1                 | 0            |
| Swieqi United FC         | Swieqi           | BOV Second Division      | 0                 | 0            |
| Dingli Swallows FC       | Dingli           | BOV Third Division       | 0                 | 0            |
| Ghaxaq FC                | Għaxaq           | BOV Third Division       | 0                 | 0            |
| Kirkop United FC         | Kirkop           | BOV Third Division       | 0                 | 0            |
| Marsaskala FC            | Marsaskala       | BOV Third Division       | 0                 | 0            |
| Mdina Knights FC         | Mdina            | BOV Third Division       | 0                 | 0            |
| Mellieha SC              | Mellieħa         | BOV Third Division       | 0                 | 0            |
| Msida St. Joseph FC      | Msida            | BOV Third Division       | 0                 | 0            |
| Mtarfa FC                | Mtarfa           | BOV Third Division       | 0                 | 0            |
| St. Venera Lightnings FC | Santa Venera     | BOV Third Division       | 0                 | 0            |
| Ta' Xbiex SC             | Ta’ Xbiex        | BOV Third Division       | 0                 | 0            |
| Xghajra Tornados FC      | Xgħajra          | BOV Third Division       | 0                 | 0            |
| Zurrieq FC               | Żurrieq          | BOV Third Division       | 0                 | 1            |

Poziom rozgrywek:
     pierwszy, najwyższy ogólnokrajowy
     drugi
     trzeci
     czwarty

## Ligi młodzieżowe
- Youth League - rozgrywki młodzieżowe podzielone na pięć lig
- Youth FA Under-17 – rozgrywki młodzieżowe U-17 podzielone na pięć lig
- Youth FA Under-15 – rozgrywki młodzieżowe U-15 podzielone na pięć lig

## Piłka nożna kobiet
- BOV Women’s League – kobieca ekstraklasa
- Women’s U-19 League – kobieca liga młodzieżowa

## Puchary
Rozgrywki pucharowe rozgrywane na Malcie to:
- Puchar Malty (znany też jako FA Trophy)
- Superpuchar Malty – mecz między mistrzem kraju i zdobywcą Pucharu
- Women’s Super Cup

Rozgrywki pucharowe historyczne:
- Puchar Związku – rozgrywany w sezonach 1910/11 – 1912/13, 1927/28-1928/29, 1943/44[2]

## Reprezentacja Malty
Mimo powołania krajowej federacji w 1900 roku, aż do uzyskania niepodległości reprezentacja nie brała udziału w rozgrywkach międzynarodowych. Swój pierwszy mecz rozegrała dopiero 24 lutego 1957 roku. Na Empire Stadium w Gżira w obecności 17 421 widzów przegrała z Austrią 2-3.

## Piłka nożna amatorska
Od lat 20. XX wieku na Malcie odbywały się także niezależne rozgrywki amatorskie. Były one kierowane przez Malta Amateur FA (od 1922 roku) oraz Malta Sports Association (od 1925 roku do lat 50. XX wieku). Mistrzami tych rozgrywek były m.in. Lyceum, Floriana Tigers, Constitutional FC (Paola), University SC, Salesian Sports Brigade, Gharghur Juventus, Zejtun Red Stars i Marsa White Stars .

## Piłka nożna naGozo
W ramach rozgrywek piłkarskich na Malcie pewną autonomię utrzymują rozgrywki klubowe na wyspie Gozo. 8 klubów występuje w Gozo Football League First Division, 6 klubów w Gozo Football League Second Division.
Na pozostałych wyspach archipelagu nie ma aktywności piłkarskiej.

## Stadiony
Narodowym stadionem Malty jest od 1980 roku Ta’ Qali Stadium znajdujący się w Attard. Jego pojemność to 16 997. Poza meczami reprezentacji odbywają się na nim także mecze ligowe oraz pucharów krajowych oraz europejskich pucharów klubowych. Poprzednim stadionem narodowym był Empire Stadium w Gżira.